# Panarabisme
Panarabisme (arabisk: وحدة عربية; Waḥda ʿArabīyya) er en politisk ideologi der er nært beslægtet med arabisk nationalisme, som ønsker at samle folkene og staterne i den arabiske verden, fra Atlanterhavet til det Arabiske Hav, og mener at araberne (der er op til 300 millioner arabisktalende) udgør én enkelt nation, selv om der findes betydelige etniske og sproglig-kulturelle forskelle mellem de arabiske lande. Panarabismens højdepunkt var i 1960'erne. Ud over at være nationalistisk er panarabisme ofte bygget på socialistiske principper, og nogle gange også på islamisme, og modsætter sig som oftest Vestens indflydelse i den arabiske verden. Panarabismen er derfor blevet anklaget for racisme og for at nedvurdere andre folkeslags indflydelse. Ideologien gik også ud på at styrke arabiske lande ved at skabe alliancer og i en mindre grad ved økonomisk samarbejde. Efter det arabiske nederlag til Israel i seksdagskrigen gik det tilbage for panarabismen, men i nyere tid hævder enkelte at der er en sammenhæng mellem panarabismen og oprøret i den arabiske verden i 2011.

## Historie
Den kristne libaneser Jurji Zaydan regnes som panarabismens ophavsmand, mens senere vigtige panarabere er Hussayn ibn Ali, sharif af Mekka (startede Den Arabiske Opstand mod Det Osmanniske Rige under Første Verdenskrig med det mål at oprette en arabisk stat som strakte sig fra Aden til Aleppo, men som mislykkedes på grund af fransk-britisk imperialisme), Constantin Zureiq, Zaki al-Arsuzi, Michel Aflaq (syrere, de to sidstnævnte var afgørende i oprettelsen og skabelsen af ideologien til det panarabiske Ba'ath-partiet), Abdullah 1. af Jordan (ønskede at oprette et Stor-Syrien med sig selv som konge), Gamal Abd an-Nasir (præsident for Egypten og den Forenede Arabiske Republik fra 1956 til 1971, og en vigtig panarabisk ideolog gennem nasserismen), Muʿammar al-Qaḏḏāfī (Libyens leder fra 1969 til 2011) samt ikke mindst Hafez al-Assad, der er far til Bashar al-Assad, og gjorde Syrien til en af bannerførerne for panarabisme.
I 1950-, 60-, og 70-erne blev der gjort forsøg på større arabiske stater eller føderationer, som den arabiske føderation (Irak og Jordan), den islamske arabiske republik (Tunesien og Libyen, aldrig gennemført), de forenede araberstater (Syrien, Egypten og Nord-Jemen) og den forenede arabiske republik (Egypten og Syrien)